# Poezekat en de krompier
Poezekat en de krompier is het eerste stripverhaal uit de reeks Poezekat van Raymond Macherot. Het dateert uit 1964.  Het verhaal verscheen in 1965 in albumvorm bij uitgeverij Dupuis.

## Achtergrond
Macherot had in 1963 het concurrerende weekblad Kuifje verlaten. Poezekat was het eerste verhaal dat hij maakte voor het tijdschrift Robbedoes/Spirou. Het verscheen van nummer 1353 (19 maart 1964) tot en met nummer 1381. Bij deze voorpublicatie in Robbedoes / Spirou in 1964 kreeg de strip een voorkeursbehandeling en verscheen altijd in kleur, dit in contrast met de meeste andere strips uit het blad die gedeeltelijk in zwart-wit verschenen. Toch was Poezekat maar matig populair bij het lezerspubliek van Robbedoes/Spirou. Hoewel Dupuis een tweede verhaal zag zitten, besloot Macherot te stoppen met Poezekat. Hij ging verder met een bravere reeks: Snoesje. Poezekat en de krompier verscheen in albumvorm bij Dupuis in 1965. Een tweede druk verscheen in 1979 als 6de stripalbum in de Reeks Jeugdzonden. In die reeks werden de eerste verhalen van een auteur bij Dupuis uitgegeven. In 1994-1995 verscheen bij Marsu Productions in een Franse reeks met de naam Chaminou een herziene versie van dit verhaal, verspreid over twee albums (Chaminou et le Khrompire en een stuk in L'Opuscule sans scrupule). Ook de herneming werd geen commercieel succes.
In Poezekat en de krompier doen geen mensen mee. De rollen worden vertolkt door dieren die zich als mensen gedragen (ze lopen rechtop, praten, zijn gekleed ...). Behalve een vis, een haai en - op de cover - een nachtvlinder, spelen alle dieren er een antropomorfe rol. Het verhaal speelt zich af in Zooland, een land waarin het voor de dieren verboden is om andere dieren op te eten. Wie alsnog dieren eet, een zogenoemde "krompier", belandt in de gevangenis.

## Verhaal
Grinchon, een luipaard, ontsnapt uit gevangenis Dikmuur. Grinchon is een krompier, een vleeseter, wat heel het land in rep en roer zet. Gouverneur Crunchblott - een wolf - ontfermt zich over de zaak. Koninklijk detective Poezekat is op dat moment op vakantie en heeft als ongewenste logee zijn secretaresse Zonzon in zijn vakantieverblijf. Die nacht wordt Zonzon ontvoerd door Grinchon. Crunchblott en zijn politiemacht kunnen Grinchon weer inrekenen. Crunchblott neemt Grinchon alleen bij zich, zogezegd om hem te ondervragen. Hij helpt de krompier echter ontsnappen en doet alsof hij neergeslagen is door Grinchon.
Als de politie weg is, doet Crunchblott zijn verhaal aan Grinchon. De gouverneur is zelf ook een krompier en hij heeft Grinchon nodig om vlees te kunnen eten. Hij hielp Grinchon dan ook bij zijn eerste ontsnapping: hij liet de twee cipiers uitschakelen en zette de celdeur open. Nu Grinchon volgens de buitenwereld ontsnapt is, kan Crunchblott dieren ontvoeren en zal iedereen de ontsnapte krompier verdenken.
Poezekat komt op straat zijn oude legermaatje Pepijn, een muis, tegen. De muis werkt in gevangenis Dikmuur en vertelt Poezekat dat er iets niet klopt aan de ontsnapping van Grinchon. Pepijn vond in de gevangenis een stukje glas, iets dat enkel van een buitenstaander kan komen. Iemand heeft Grinchon dus geholpen. Na de ontmoeting gaat Pepijn hetzelfde verhaal doen bij de politie. Hij komt terecht bij Crunchblott, die hem uithoort. Hij krijgt te horen dat Poezekat ook alles weet. Hij sluit Pepijn op en laat Poezekat ontvoeren. Op het moment dat hij hun uitlegt wat zijn plannen zijn, weten Poezekat en Pepijn te vluchten. Ze komen uiteindelijk via een geheime gang terecht in gevangenis Dikmuur: met dezelfde gang had Crunchblott de twee bewakers van Grinchon kunnen uitschakelen. Pepijn lokt de bewakers van Dikmuur weg zodat Poezekat kan ontsnappen. Hij verstopt zich in de wagen van Crunchblott. Als die laatste instapt, houdt Poezekat hem onder schot en verplicht hem naar de koning te rijden. Hij belandt achter tralies. De politie rekent ten slotte ook de rest van de bende in.
Poezekat probeert zijn vakantie weer op te pikken, maar eindigt in bed met griep.